# Augustinus Erath
Augustin Erath von Erathsberg (* 28. Februar 1648 in Buchloe; † 5. September 1719 in Passau) war Propst von St. Andrä an der Traisen, Emblematiker und Comes Palatinus.

## Leben und Wirken
Augustinus Erath trat im Jahre 1667 in das Reichsstift der Augustiner-Chorherren in Wettenhausen ein und widmete sich dem geistlichen Leben. Er betrieb umfangreiche theologische und andere wissenschaftliche Studien und promovierte 1679 zum Dr. theol. an der Universität Dillingen. Er lehrte Theologie und Philosophie in Wettenhausen und an der Universität Dillingen, am Stift Reichersberg der Augustiner-Chorherren und am Stift Klosterneuburg. Vom Papst erhielt er den Titel Protonotarius Apostolicus; der deutsche Kaiser ernannte ihn zum Comes Palatinus. 1698 berief ihn der Bischof von Passau zu seinem Rat und Bibliothekar sowie zum Propst des Stifts Sankt Andrä an der Traisen in Niederösterreich.
Erath machte sich weitaus bekannt als vielseitiger Gelehrter. Unter anderem beschäftigte er sich mit der Emblematik. Er übersetzte das von Filippo Picinelli (1604–1689) in Italien 1653 veröffentlichte umfangreiche Buch Mondo simbolico in die lateinische Sprache und versah es für die Veröffentlichung 1678 mit neuen Illustrationen. Es erschien insgesamt in 11 Auflagen; der Embleme aufweisende Gemäldezyklus im Kreuzgang des Klosters Wettenhausen beruht höchstwahrscheinlich auf diesem Werk von Picinelli.

## Veröffentlichungen (Auswahl)
- Augustinus prae Angelico subtilis, Prae Subtili angelicus, prae omnibus irrefragabilis. Dillingen 1678.

- (Übers.): Filippo Picinelli: Mundus Symbolicus. In Emblematum Universitate formatus, explicatus / idiomate Italico conscriptus à Philippo Picinello. Nunc verò auctus et in Latinum traductus à Augustino Erath. Demen, Coloniae Agrippinae 1681 (Reprint: Garland, New York 1976.)
- Angelus dei. Das ist: S. Franciscus von Assiss, Stiffter deß Heiligen und Seraphischen Ordens der Mindern Brüder, als ein Engel Gottes / auf offentlicher Cantzel vorgestellt durch Augustinum Erath. Utzschneider, Augspurg 1683.
- Commentarius theologico-iuridico-historicus in regulam S. P. N. Augustini, Hipponensis episcopi. Vienna Austria 1689.
- Conciliatio Praedeterminationis Physicae, seu Decreti Divini intrinsecè efficacis cum Scientiâ Mediâ, directivâ Decreti Divini extrinsecè efficacis, Seu Unio Theologica. Augsburg 1689. (Volltext).
- Augustus Velleris Aurei Ordo per emblemata, ectheses politicas & historiam demonstratus. Cum parergis de illustrissimis domibus Lambergiana & Scaligerana. Seidel, Ratisbonae 1697.

Außerdem weitere Abhandlungen und Übersetzungen in lateinischer Sprache.